# Деведжи
Деведжи (на турски: Deveci) е село в Източна Тракия, Турция, Вилает Родосто.

## География
Селото се намира на 9 километра югозападно от Малгара.

## История
Според статистиката на професор Любомир Милетич в 1912 година в Деведжикьой живеят 200 гръцки семейства.